# 威廉·切斯特·米諾
威廉·切斯特·米諾（英語：William Chester Minor，1834年6月22日—1920年3月26日），簡稱作W·C·米諾（W. C. Minor） ，是一名美國外科醫生、前軍醫與詞典编纂者，思覺失調與精神分裂症患者，他在1872至1910年間因殺害喬治·梅里特（George Merrett）而住進精神病院，期間為《牛津英語詞典》給出多達數萬條的引用句，是該字典最大的貢獻者之一。

## 生平

### 早年生活
米諾於1834年6月22日出生於英屬錫蘭北部的馬里佩，父親名叫伊斯特曼·史壯·米諾（Eastman Strong Minor），母親則是其第一任妻子露西·貝利（Lucy Bailey），兩位都是來自新英格蘭的公理會傳教士。他有多個兄弟姊妹，其中包括之後成為西雅圖市長的托馬斯·T·米諾。米諾14歲的時候被送往美國讀書，中學畢業後入讀耶魯大學，並於1863年取得比較解剖學學位。

### 軍事生涯
米諾曾獲聯邦軍徵召作軍隊外科醫生並可能曾在1864年5月的莽原之役服役。有一個未經證實的故事是他曾接受軍方的命令，以人體烙印的方式，在一名聯邦軍的愛爾蘭士兵頭上烙上代表「逃兵」（deserter）的「D」字，以作對他懲罰，這也在日後成為其中一個米諾稱自己遇過的經歷之一，然而聯邦軍聲稱他們從來沒有命令過旗下士兵對任何人施行烙刑，這也意味著他對逃兵執行烙刑的事跡可能是其自己偽造的。除此之外，米諾亦不太可能出現在莽原之役的戰場上，原因是直至1864年5月17日前，其軍事紀錄都顯示他當時在康乃狄克州紐黑文的美國騎士總醫院服役，而不是在維吉尼亞州亚历山德里亚的第二兵團醫院。

### 移居到英國與犯下謀殺罪

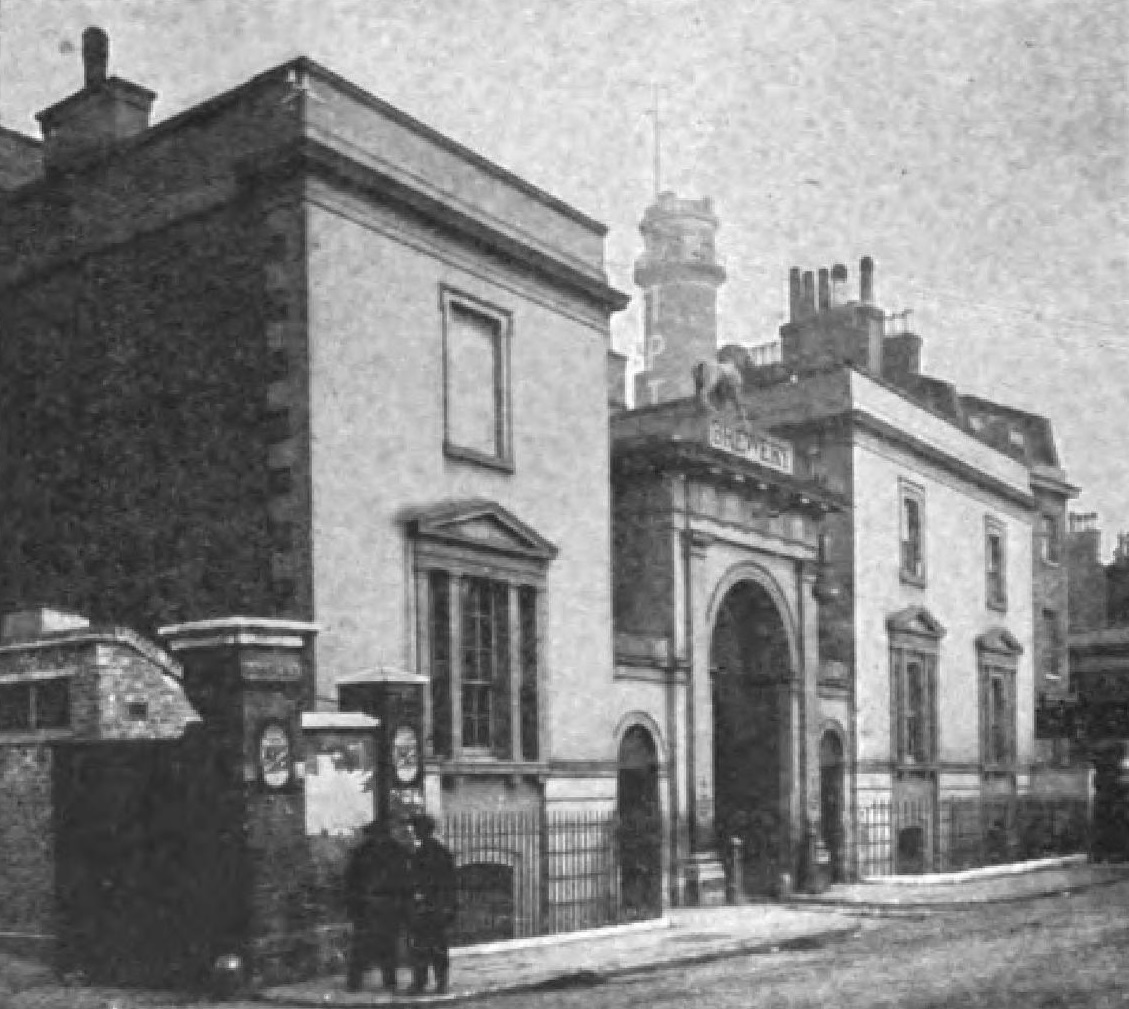
「獅子釀酒廠」（Lion Brewery），米諾槍殺梅里特的地方

在1871年，米諾移居至蘭貝斯的貧民窟，並在那裡過上放蕩的生活，以改善其精神狀況。在受妄想症的影響下，他在隔年的2月17日以擅闖其房間為理由，槍殺了一位名叫喬治·梅里特（George Merrett）的男子。梅里特與其當時正在懷孕妻子伊麗莎（Eliza）育有六個孩子，而事後米諾亦在預審期間遭拘留在霍瑟蒙格卷監獄，後來因被判定有精神障礙而被關押在克羅索恩的布羅德莫爾療養院。由於未被判定為危險人物和擁有美國退伍軍人養老金的關係，米諾得以住進較為舒適的房間，並且可以購置和閱讀書籍。

### 對《牛津英語詞典》的貢獻
住進療養院後，米諾可能是透過與倫敦書商之間的書信聯繫，得知牛津大學出版社正為《牛津英語詞典》招募志工一事，之後他便把其餘生的大部分時間放在這項工作上。米諾後來成為《牛津英語詞典》最高效的志工之一，他通過其自行建立的龐大古籍圖書館，從中編纂出大量語錄，當該詞典的編輯者公佈他們想要示例的單詞列表時，再向牛津大學出版社給出特定詞彙的參考句子，而其大多書籍均由梅里特的遺孀伊麗莎提供。多年後，《牛津英語詞典》的主編詹姆斯·穆雷終於了解到米諾的背景，並在1891年1月拜訪了他。1899年，穆雷如此讚揚米諾的貢獻：「仅从他所给出的引文中我們就能很容易地了解過去四個世紀單字的用法」。

### 晚年與逝世
米諾的情況在1902年惡化，更開始幻想自己每晚都會被綁架到遠至伊斯坦堡等地，並被迫侵犯當地的無辜兒童。為了壓制自己的病情，他選擇用開箱書的刀自宮，此後其健康狀況便每況愈下。後來在穆雷的幫助和時任內政大臣溫斯頓·邱吉爾的命令下，米諾終在1910年獲釋並隨即遭遣返至美國；隨後入住診斷出他患有精神分裂症，位於華盛頓哥倫比亞特區的聖伊麗莎白絲醫院。1919年，米諾移居至康乃狄克州哈特福的老人療養院，並在隔年的3月26日逝世，終年85歲。

## 在流行文化中的出現
西蒙·溫徹斯特於1998年發行了一本名叫《瘋子、教授、大字典》的書，內容講述米諾的晚年生活以及他對《牛津英語詞典》的貢獻。其電影版權在同年被梅尔·吉布森旗下的艾肯影業買下。2016年8月，艾肯影業宣佈P·B·謝姆蘭將對該作進行改編，標題為《牛津解密》，並由西恩·潘和梅尔·吉布森分別飾演米諾和穆雷。
在《醉酒史》的其中一集中亦有描述米諾的生平，由鮑勃·奧登科克饰演。

### 其他資料
- Winchester, Simon,  1st, UK, 1998, ISBN 978-0-14-027128-7, OCLC 42083202 (, New York: Harper Perennial, 1998-08-26, ISBN 978-0-06-017596-2, OCLC 38425992).
- Aurandt, Paul. . . London: Bantam. 1984: 31–33t. ISBN 978-0-553-25962-9.

## 外部連結
- oxforddnb.com（页面存档备份，存于）
- 在Find a Grave上的威廉·切斯特·米諾